# Vịt có mào

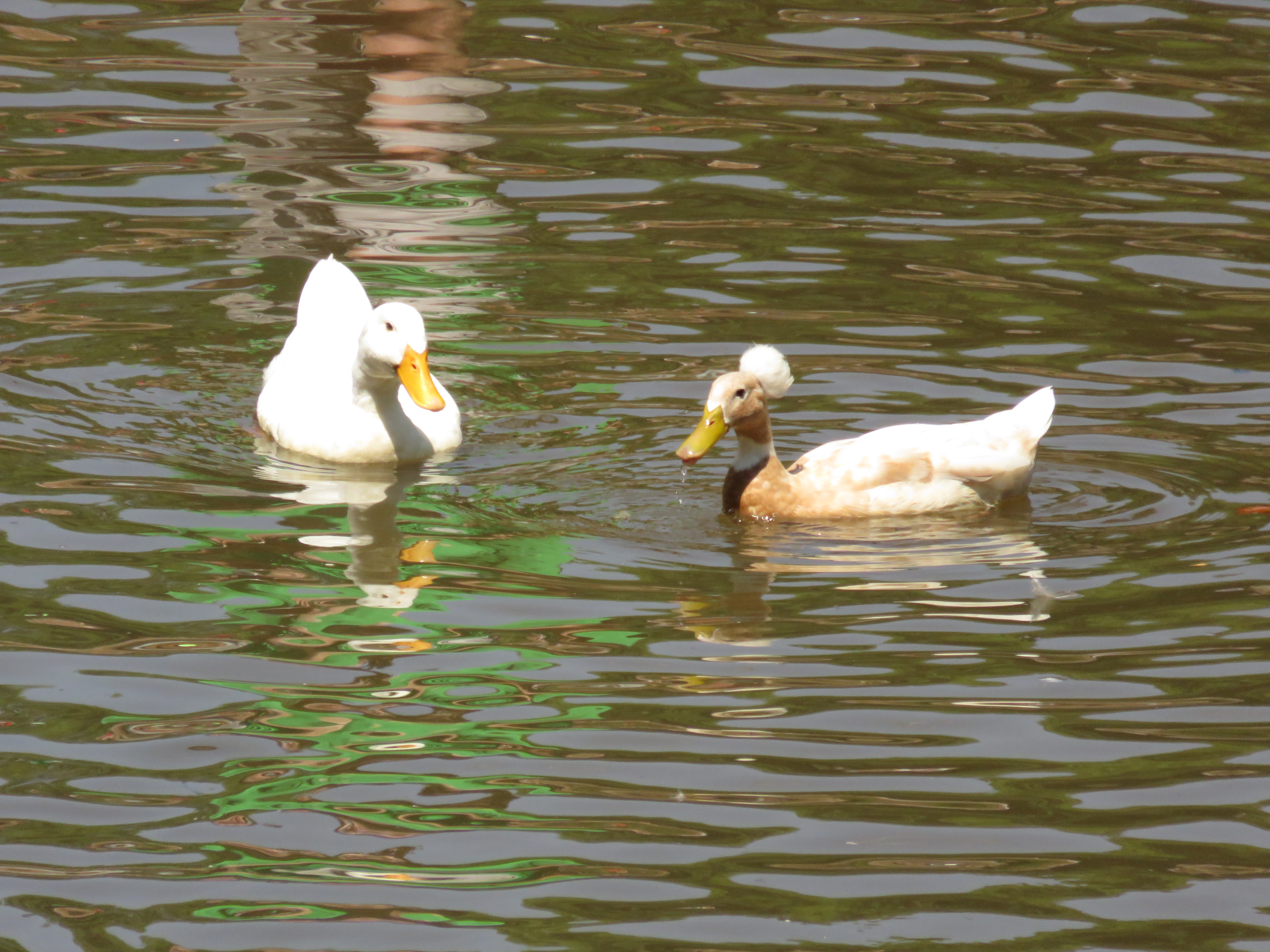
Một con vịt mào trong công viên

Vịt có mào (Crested) là một giống vịt nhà, hay còn gọi là vịt nhà có mào để phân biệt với loài vịt mào hoang dã, giống vịt này có thể được đưa đến châu Âu từ Đông Ấn bởi các con tàu của Hà Lan. Nó có vẻ ngoài của nó được đặc trưng bằng một chỏm mào vì nó là dị hợp tử cho một đột biến di truyền gây ra biến dạng của hộp sọ.

## Lịch sử
Vịt mào có thể bắt nguồn từ Đông Ấn, với sự phát triển tiếp theo ở Hà Lan. Những con vịt có chỏm được nhìn thấy trong các bức tranh thế kỷ 17 như Melchior d'Hondecoeter và Jan Steen. Bức tranh cổ xưa gần 2000 năm đã mô tả hình ảnh của một con chim, giống như một con vịt với một loại lông trên đầu của hộp sọ của nó. Ở Hoa Kỳ, giống chó này được mô tả bởi D.J. Browne năm 1853. Chiếc chỏm mào trắng được thêm vào Tiêu chuẩn hoàn thiện của Mỹ năm 1874; biến thể màu đen được thêm vào năm 1977. Vịt mào đã được công nhận ở Anh vào năm 1910. Ở Anh, như ở một số nước châu Âu khác, bất kỳ màu nào được cho phép.
Các đỉnh lớn và cũng tập trung vào đầu hộp sọ. Chúng có cổ dài, hơi cong, thân dài trung bình, rất nhiều chiều sâu và đầy đặn qua bộ ngực. Một phiên bản vịt lùn bantam của giống này là vịt mào mi-ni (Crested Miniature), được nuôi dưỡng bởi John Hall và Roy Sutcliffe ở Anh vào cuối thế kỷ XX; nó đã được công nhận vào năm 1997. Gen được đánh dấu là rất phổ biến ở châu Âu, dẫn đến các phiên bản có nhiều giống vịt này nhất. Mặc dù vịt mào có thể là giông vịt đẻ trứng tốt và chất lượng sinh mạnh, nhưng mối quan tâm và nhu cầu chính của giống vịt này là vật nuôi và đồ trang trí. Chúng không phải là giống vịt phổ biến do những thách thức liên quan đến đỉnh đầu.

## Nuôi vịt
Khi hai con vịt dị hợp tử cho giống alen có mào con cái của chúng là tỷ lệ 1: 2: 1 thông thường:
- 25% đồng hợp tử đối với alen bình thường của gen này và do đó không có đỉnh và nếu lai với nhau thì con cái của chúng sẽ không bao giờ có một đỉnh mào.
- 50% là dị hợp tử cho gen này và nở với một đỉnh mào của các kích cỡ khác nhau.
- 25% đồng hợp tử đối với alen bị xoắn của gen này và chết vì não tiếp xúc mà không nở, vì nó gây tử vong ở dạng đồng hợp tử.

Con của một con vịt có đỉnh và một con vịt không có đỉnh được dự kiến là 50% và 50% không có đỉnh mào.